# Congregación de Nuestra Señora de la Fidelidad
La Congregación de Nuestra Señora de la Fidelidad (en latín: Congregatio Dominae Nostrae Fidelitatis), llamada antiguamente Congregación de las Hermanas de la Caridad de Nuestra Señora de las Huérfanas, es un instituto religioso católico femenino, de vida apostólica y de derecho pontificio, fundado en 1831 por la religiosa francesa Henriette le Forestier d'Osseville en La Délivrande. A las religiosas de este instituto se las conoce como hermanas de Nuestra Señora de la Fidelidad, en algunas partes se las conoce también como hermanas de la caridad de las huérfanas y posponen a sus nombres las siglas N.D.F.

## Historia
La congregación fue fundada el 26 de febrero de 1831 en La Délivrande, en la Normandía (Francia), por la religiosa Henriette le Forestier d'Osseville, con la ayuda del religioso Louis Saulet, fundador de los Misioneros de Nuestra Señora de La Délivrande, con el fin de educar a las jóvenes, especialmente huérfanas. Inicialmente, se llamaba Congregación de las Hermanas de la Caridad de Nuestra Señora de las Huérfanas. Para redactar sus constituciones, los fundadores se inspiraron en las de la Compañía de Jesús. En 1848, estas religiosas abrieron el orfanato católico en Inglaterra, después de la reforma anglicana.
El instituto fue aprobado por el papa Pío IX, mediante decretum laudis del 15 de febrero de 1870.

## Organización
La Congregación de Nuestra Señora de la Fidelidad es un instituto religioso de derecho pontificio y centralizado, cuyo gobierno es ejercido por una superiora general. La sede central se encuentra en Douvres-la-Délivrande (Francia).
Las hermanas de Nuestra Señora de la Fidelidad se dedican a la educación de la juventud y a la atención de las familias en peligro. En 2017, el instituto contaba con 55 religiosas y 11 comunidades, presentes en Bélgica, Francia, Italia y Reino Unido.